# ترويلس ليبي
ترويلس ليبي (بالدنماركية: Troels Lyby)‏ هو ممثل دانمركي، ولد في 15 أكتوبر 1966 بالدنمارك.

## وصلات خارجية
- ترويلس ليبي على موقع IMDb (الإنجليزية)
- ترويلس ليبي على موقع قاعدة بيانات الأفلام العربية
- ترويلس ليبي على موقع ألو سيني (الفرنسية)
- ترويلس ليبي على موقع ميوزك برينز (الإنجليزية)
- ترويلس ليبي على موقع أول موفي (الإنجليزية)
- ترويلس ليبي على موقع قاعدة بيانات الأفلام السويدية (السويدية)
- ترويلس ليبي على موقع ديسكوغز (الإنجليزية)
- ترويلس ليبي على موقع قاعدة بيانات الفيلم (الإنجليزية)
- ترويلس ليبي على موقع كينوبويسك (الروسية)